# Top 14 2006-07
El Campeonato de Francia de Rugby 15 2006-07 fue la 108.ª edición del Campeonato francés de rugby.
El campeón del torneo fue el equipo de Stade Français quienes obtuvieron su decimotercer campeonato.

## Posiciones
|    | Equipo         | J  | G  | E | P  | PF  | PC  | PD   | PB | Pts |
| -- | -------------- | -- | -- | - | -- | --- | --- | ---- | -- | --- |
| 1  | Stade Français | 26 | 19 | 1 | 6  | 667 | 433 | 234  | 9  | 87  |
| 2  | Toulouse       | 26 | 18 | 2 | 6  | 643 | 424 | 219  | 10 | 86  |
| 3  | Clermont       | 26 | 18 | 0 | 8  | 772 | 454 | 318  | 11 | 84  |
| 4  | Biarritz       | 26 | 16 | 1 | 9  | 549 | 385 | 164  | 10 | 76  |
| 5  | Perpignan      | 26 | 16 | 1 | 9  | 493 | 398 | 95   | 9  | 75  |
| 6  | Bourgoin       | 26 | 11 | 1 | 14 | 543 | 484 | 59   | 12 | 58  |
| 7  | Montauban      | 26 | 10 | 2 | 14 | 475 | 493 | -18  | 10 | 54  |
| 8  | Bayonne        | 26 | 11 | 1 | 14 | 452 | 647 | -195 | 5  | 51  |
| 9  | Brive          | 26 | 10 | 1 | 15 | 419 | 516 | -97  | 8  | 50  |
| 10 | Albi           | 26 | 11 | 1 | 14 | 333 | 512 | -179 | 4  | 50  |
| 11 | Castres        | 26 | 9  | 1 | 16 | 531 | 576 | -45  | 11 | 49  |
| 12 | Montpellier    | 26 | 9  | 1 | 16 | 442 | 596 | -154 | 10 | 48  |
| 13 | Agen           | 26 | 9  | 1 | 16 | 382 | 520 | -138 | 6  | 44  |
| 14 | Narbonne       | 26 | 8  | 0 | 18 | 521 | 784 | -263 | 7  | 39  |

### Semifinal
| 1 de junio de 2007 | Stade Français | 18 - 6 | Biarritz |  |  |

| 2 de junio de 2007 | Toulouse | 15 - 20 | Clermont |  |  |

### Final
| 12 de junio de 2007 | Stade Français | 23 - 18 | Clermont | Stade de France, París |  |

| Bandera de Francia     |
| Campeón Stade Français |
| Décimo tercer título   |